# Harri Holkeri
Harri Hermanni Holkeri (phát âm tiếng Phần Lan: [ˈhɑrːi ˈhermɑnːi ˈholkeri]; 6 tháng 1 năm 1937 – 7 tháng 8 năm 2011) là một chính khách Phần Lan đại diện cho Liên minh quốc gia của Phần Lan (Kokoomus / Samlingspartiet). Ông là Thủ tướng của Phần Lan 1987–1991, phát ngôn nhân của Đại hội đồng Liên hợp quốc 2000–2001 và đứng đầu Tổ chức Liên nhiệm Quản lý Tạm thời của Liên hợp quốc tại Kosovo từ năm 2003 đến năm 2004 (rời khỏi vị trí vào mùa xuân năm thứ hai vì các vấn đề sức khỏe).
Harri Holkeri là thành viên hội đồng quản trị của Ngân hàng Phần Lan từ năm 1978–1997, và là ứng cử viên trong cuộc bầu cử tổng thống năm 1982 và 1988. Ông cũng từng là thành viên của Quốc hội từ năm 1970 đến năm 1978 và là Chủ tịch của Đảng Liên minh quốc gia (bảo thủ) từ năm 1971 đến 1979. Vào ngày 1 tháng 7 năm 1991 ông đã thực hiện cuộc gọi GSM đầu tiên trên thế giới. Cuộc gọi lịch sử này sử dụng thiết bị Nokia trên băng tần 900 MHz ban đầu của GSM.